# SC Buitenveldert
SC Buitenveldert is een amateurvoetbalvereniging uit Amsterdam, Noord-Holland, Nederland.

## Algemeen
De vereniging ontstond op 4 juni 1974 als gevolg van de fusie tussen Ahrends VC (opgericht op 5 november 1915) en SCA (Sport Club Amsterdam, opgericht op 1 maart 1920). Thuisbasis is het “Sportpark Buitenveldert” in de gelijknamige wijk.
Aanvankelijk speelden deze clubs aan de Zuidelijke Wandelweg, waarna ze in de jaren zestig verhuisden naar een nieuw complex aan de Boelelaan in de jonge wijk Buitenveldert. De ene week was het de beurt aan de oranje getinte shirts van Ahrends, de andere week was het complex de thuishaven van de rood-witten van SCA, tot de besturen besloten samen te gaan. De leden keurden de fusie goed en zo werd in het voorjaar van 1974 SC Buitenveldert opgericht. Gekozen werd voor de kleur blauw: blauw shirt, blauwe broek, blauwe kousen met een verticale rood-witte streep links op het shirt en op de broek en horizontaal boven aan de kous.
SC Buitenveldert heeft een van de grootste vrouwenvoetbalafdelingen van Nederland met ongeveer 500 vrouwelijke leden.
In 2016 kwam de meisjes D1 in het nieuws nadat zij uit bekertoernooi waren gezet. De meisjes D1 waren in de competitie ingedeeld bij de jongens O13, aangezien zij te goed waren voor de meisjescompetitie O13. Zij waren in het bekertoernooi wel ingedeeld bij de meidenteams van O13. Dat bleek officieel niet te mogen. Na klachten werden ze door de KNVB uit het bekertoernooi gezet.

## Accommodatie
Het “Sportpark Buitenveldert” is gelegen aan de Boelelaan, tegenover de Vrije Universiteit. De hoofdingang van het complex is gelegen aan de Gustav Mahlerlaan. In de zomer van 2009 is het complex vernieuwd en zijn er nieuwe kunstgrasvelden aangelegd. Het complex heeft drie velden en een pupillen veld annex trainingsveld.
De gemeente Amsterdam heeft in 2009 besloten dat SC Buitenveldert in de nieuwe Zuidas plannen vier velden krijgt. Het nieuwe complex zal op ongeveer 300 meter ten zuiden van de huidige locatie komen, op een plek waar nu nog gebouwen van de Vrije Universiteit staan. De verwachting was dat SC Buitenveldert in 2021 zal verhuizen naar zijn nieuwe locatie. Deze verhuizing is inmiddels uitgesteld.

## Standaardelftallen
Het standaardelftal in de zaterdagafdeling speelde in het seizoen 2021/22 in de Derde klasse van het KNVB-district West-I. Het standaardelftal in de zondagafdeling speelde laatstelijk in 2018/19, waar het uitkwam in de Vierde klasse van West-I.

### Erelijst zaterdag
kampioen Derde klasse: 2016

### Competitieresultaten zaterdag 1980–2020
| 3 4C |

| 7 4D |

| 12 4C |

|  |

|  |

|  |

|  |

|  |

|  |

|  |

|  |

|  |

|  |

|  |

|  |

|  |

|  |

| 7 4A |

|  |

|  |

| 5 4B |

| 11 4C |

| 4 5A |

| 4 5A |

| 2 5A |

| 12 4C |

| 6 5A |

| 2 5B |

| 6 4C |

| 9 4C |

| 5 4D |

| 6 4C |

| 3 4C |

| 5 4C |

| 3 4D |

| 2 3B |

| 1 3B |

| 6 2A |

| 4 2A |

| 12 2A |

| -- 3B |

| Tweede klasse | Derde klasse | Vierde klasse | Vijfde klasse |

### Competitieresultaten zondag 1975–2019
| 4 4F |

| 12 4F |

|  |

|  |

|  |

|  |

|  |

|  |

|  |

|  |

|  |

|  |

|  |

|  |

|  |

|  |

|  |

|  |

| 2 4E |

| 7 3C |

| 5 3C |

| 10 3C |

| 9 3C |

| 5 3C |

| 3 3C |

| 10 3C |

| 5 4F |

| 8 4E |

| 9 4E |

| 6 4E |

| 2 4E |

| 4 4E |

| 9 4E |

| 10 4F |

| 9 4E |

| 7 4E |

| 12 4D |

| 10 4E |

| 11 4F |

| 11 4F |

| 8 4F |

| 7 4F |

| 10 4E |

| 9 4F |

| 13 4E |

| Derde klasse | Vierde klasse |

## Vrouwen
Het eerste vrouwenvoetbalelftal was in 1991/92 een van de teams die in een van de drie poules van de nieuw gevormde Hoofdklasse deelnam. Ook de volgende twee seizoenen maakten ze er deel van uit. In 1994/95 kwamen ze in de Eerste divisie A terecht nadat de drie Hoofdklassen in de 'Eredivisie' (een poule) en de 'Eerste divisie A + B werden ondergebracht, dit verblijf duurde twee seizoenen. In 1996/97 waren ze terug op het hoogste niveau -nu weer de Hoofdklasse geheten- nu voor drie seizoenen. Na drie seizoenen in de Eerste klasse waren ze wederom terug in de Hoofdklasse, nu voor vier seizoenen, deze vier seizoenen speelde het 2e vrouwenteam in de Eerste klasse. De tien genoemde seizoen in de Hoofdklasse waren allen op het hoogste (amateur)niveau. Na weer vijf seizoenen in de Eerste klasse promoveerde dit team andermaal naar het hoogste niveau en kwamen terecht in de nieuw gevormde Topklasse. In het seizoen 2013/14 werd het team kampioen in deze klasse. Na acht seizoenen volgde degradatie. Deze acht seizoenen speelde het 2e elftal de eerste twee seizoenen in de Eerste klasse en de overige zes in de Hoofdklasse. Vanaf 2019/20 komt het 1e team weer uit in de Hoofdklasse en het 2e in de Eerste klasse.
Sinds 2013 heeft SC Buitenveldert een samenwerkingsovereenkomst met Ajax ter bevordering van de doorstroming van talent in het vrouwen- en meisjesvoetbal

### Erelijst
kampioen Topklasse: 2014
kampioen Eerste klasse: 2010, 2011, 2013 (II)

### Competitieresultaten 1980–2020
|  |

|  |

|  |

|  |

|  |

| ? IC |

| ? IC |

| ? IC |

| ? IC |

| ? IC |

|  |

|  |

| ? HB |

| ? HB |

| ? HB |

| 8 1A* |

| 1 1A* |

| 10 |

| 10 |

| 12 |

| 5 1A |

| ? 1A |

| 1 1B |

| 8 |

| 6 |

| 10 |

| 11 |

| 12 1A |

| 5 1C |

| 2 1C |

| 1 1C |

| 1 1C |

| 6 |

| 4 |

| 1 |

| 2 |

| 6 |

| 2 |

| 4 |

| 12 |

| -- |

|  |

* 1994/95 en 1995/96 als 1e divisie (onder eredivisie amateurs)
| Topklasse | Hoofdklasse | Eerste klasse | Interregionale competitie |

## Bekende (oud-)spelers en trainers
Voormalig: AFC "Sport" · Ambon · FC Amsterdam · V.V. Amsterdam · ASSV · VV De Beursbengels · FC Blauw-Wit Amsterdam · Blauw-Wit Osdorp · B.P.C. · CDW · FC Chabab · D.E.C. · VV DIB · D.N.C. · DWV · SC De Eland · Energia · SC Fenerbahçe · ASV De Germaan · KBV · N.E.C. '75 · AFC Neerlandia · Neerlandia/SLTO · New Amsterdam · FC Nieuwendam · SC Nieuwendam · ODOS · Oriënt · P en T · RAP · SCZ '58 · Sparta Amsterdam · Sporting Amsterdam · Sporting Noord · SV Osdorp · Osdorp/Sport · SLTO · Avv SPORT · Türkiyemspor · De Volewijckers · Volharding · SC Voorland · ZRC Herenmarkt